# Rudolf Baudis
Rudolf Baudis (ur. 12 kwietnia 1947 w Pradze, zm. 30 października 2004) – czeski lekkoatleta, specjalista skoku wzwyż. W czasie swojej kariery reprezentował Czechosłowację.
Zajął 9. miejsce w skoku wzwyż na europejskich igrzyskach halowych w 1964 w Warszawie. Był czwarty na pierwszych europejskich igrzyskach halowych w 1966 w Dortmundzie.
Zdobył brązowy medal na europejskich igrzyskach juniorów w 1966 w Odessie. Odpadł w eliminacjach skoku wzwyż na mistrzostwach Europy w 1966 w Budapeszcie.
Na europejskich igrzyskach halowych w 1967 w Pradze wywalczył brązowy medal w tej konkurencji, a na europejskich igrzyskach halowych w 1968 w Madrycie był siódmy. Odpadł w kwalifikacjach na mistrzostwach Europy w 1969 w Atenach. Zajął 7. miejsce na halowych mistrzostwach Europy w 1971 w Sofii i 9.–10. miejsce na halowych mistrzostwach Europy w 1972 w Grenoble.
Baudis był mistrzem Czechosłowacji w skoku wzwyż w 1969 i 1970, wicemistrzem w 1966 oraz brązowym medalistą w 1965, 1967, 1968 i 1971. W hali był mistrzem w 1971 oraz wicemistrzem w 1969 i 1972.
Dwukrotnie poprawiał rekord Czechosłowacji do wyniku 2,16 m osiągniętego 8 czerwca 1969 w Trzyńcu.
Zginął wraz ze swą żoną Věrą w wypadku drogowym niedaleko Pelhřimova, gdy prowadzony przez niego samochód zderzył się z pojazdem jadącym z naprzeciwka.